# Трансцендентне рівняння
Трансцендентне рівняння — рівняння, що містить трансцендентну функцію. 
Приклади таких рівнянь:
{\displaystyle x=e^{-x}}
{\displaystyle x=\sin(x)}

## Методи розв'язку
Деякі підходи пошуку розв'язків трансцендентних рівнянь використовують графічні або чисельні методи.

### Графічні методи
Один з методів графічного розв'язку полягає в тому, що необхідно прирівняти частини рівняння із залежною змінною до частин рівняння із незалежною змінною і побудувати графіки функцій, отриманих по обидва боки знаку рівності. Точки перетину графіків цих функцій і є розв'язками рівняння.

### Чисельні методи
Чисельні методи є різноманітними і включають в себе пошук точки перетину, використовуючи чисельні розрахунки з використанням калькулятора або математичних програм. Також широко використовуються наближені методи розрахунків з допомогою розкладання функцій в ряд Тейлора, за умови того, що змінна приймає малі значення. Також, метод Ньютона може бути використаний для розв'язку трансцендентних рівнянь.
Часто використовують спеціальні функції для запису розв'язків трансцендентних рівнянь в закритій формі.

### Зведення до алгебраїчних рівнянь
Труднощі, що виникають при рішенні трансцендентних систем рівнянь високого порядку, були подолані В. А. Варюхіним за допомогою «сепарації» невідомих, при якій визначення невідомих зводиться до рішення алгебричних рівнянь.